# Porina sudetica
Porina sudetica är en lavart som först beskrevs av Körb., och fick sitt nu gällande namn av Lettau. Porina sudetica ingår i släktet Porina och familjen Porinaceae.   Inga underarter finns listade i Catalogue of Life.